# Семінарський сквер
Семінарський сквер (крим. Seminarskıi şeer bağçası), розмовне Парк за Тавридою — сквер у Сімферополі у Центральному районі.
Розташований між вулицями Пушкіна, Самокиша, Героїв Аджимушкая та Центральним музеєм Тавриди. Біля скверу розташовані Таврійська духовна семінарія та Храм Трьох Святителів.
Сквер має п'ять липових алей, що перетинаються. Тут же, на території, знаходиться братська могила.

## Історія
На місті скверу була Сінна площа, де торгували фуражем. У 1871 році площу передали семінарії, і на ній був закладений Семінарський сад.
У 1899 році сад перейменували на сторіччя Пушкіна на Пушкінський сквер.
Після Перших визвольних змагань та встановлення радянської влади сквер змінив назву на Профспілковий.
5 грудня 1920 року у сквері відбулося перепоховання червоноармійців, підпільників та партизанів, всього було поховано 66 борців за радянську владу. Тут відбувалися багатолюдні мітинги, виступали поети, звучали революційні пісні та марші. У сквері було встановлено пам'ятник на честь червоних військових.
У роки Другої світової війни пам'ятник було зруйновано.
У 1957 році було відкрито новий монумент — восьмиметровий обеліск із кримського діориту.
У 1970 році сквер перейменували честь молодих комуністів: сад Комунарів, Комсомольський сквер.
У першій половині 1970-х років сквер зазнав реконструкції: було прибрано огорожу, прокладено доріжки з плит, розбито квітники та газони.
У 2013 році сквер повернув історичну назву і знову став Семінарським.